# Ocyllus
Genre
Ocyllus est un genre d'araignées aranéomorphes de la famille des Thomisidae.

## Distribution
Les espèces de ce genre sont endémiques de Birmanie.

## Liste des espèces
Selon World Spider Catalog (version 18.0, 14/02/2017) :
- Ocyllus binotatus Thorell, 1887
- Ocyllus pallens Thorell, 1895

## Publication originale
- Thorell, 1887 : Viaggio di L. Fea in Birmania e regioni vicine. II. Primo saggio sui ragni birmani. Annali del Museo civico di storia naturale di Genova, vol. 25, p. 5-417 (texte intégral).